# 筑後リサイクル店事件
筑後リサイクル店事件（ちくごりさいくるてんじけん）とは、福岡県筑後市のリサイクルショップの従業員らが2004年（平成16年）から2006年（平成18年）にかけて経営者のX（逮捕時47歳）・Y（逮捕時45歳）夫婦の暴行により死亡した事件である。

## 概要
2003年（平成15年）に福岡県筑後市にリサイクル店を開業したX・Y夫妻は従業員に対して体罰を含む厳しい管理をおこなっていた。中でもA（事件当時22歳）とB（事件当時19歳）に対するX・Yの指導は厳しく、同年12月にはAとBは X・Y夫妻のアパートに居住することになった。AとBはこれにより日常的に暴力を受けることとなり、時には食事を抜かれることもあったため日を追うごとに衰弱していった。2004年（平成16年）にB、Aと相次いで死亡。Aの遺族は行方不明となっていたAの捜索願いを出していた。
2006年（平成18年）にはYの妹とその夫CもX・Y夫妻のリサイクル店で働くようになったが、しばらくしてCは X・Y夫妻により他の従業員と隔離され事務所の一室に住まわされた上で暴行を受けた。8月にYの妹がYの元を離れると、X・Y夫妻はC夫妻の息子のDを自宅アパートに住ませるようになった。その後、9月から10月にかけてCとDは X・Y夫妻の暴行により相次いで死亡した。
2014年（平成26年）、XとYは知人の消費者金融カードを不正に使用した容疑で逮捕され、Xの「元従業員の遺体を実家の庭に埋め、白骨化した骨を砕いて川に捨てた」という供述を元にXの実家の庭や川からAらの骨の一部が発見された。

## 事件の経過
2003年（平成15年）4月下旬ごろ、X ・Y夫妻が福岡県筑後市にリサイクル店を開業。XとYは、従業員に商品の磨きや清掃をさせ、不徹底であった場合、嘘をついた場合、さぼっていた場合などには体罰を加えていた。またXとYは、従業員に仕事ぶりを相互監視させ、問題があった場合には従業員同士で体罰を加えさせることもあった。XとYが店に顔を出すのは週に1回程度だったが、夫婦不在時は仕事の進捗状況を10分おきにYに携帯電話で報告させていた。
8月、A（事件当時22歳）がリサイクル店で働き始める。その頃Bも従業員として勤務していた。AとBは勤務態度などからXとYによる体罰を頻繁に受けていた。　
12月、AとBがX・Yのアパートに住み始める。生活習慣などもXとYに指導され、体罰を受けるようになった。Yの指示によりAとBは一方が不始末を起こすと他方が体罰を加える間柄にさせられ、喧嘩に発展することもあった。また、AとBは罰として食事を抜かれることもあり、次第に衰弱していった。
2004年（平成16年）4月ごろ、体罰によりあざが目立つようになったAとBは客の目につかないところで磨き作業をさせられるようになる。この頃、Aの母はAを訪ねてリサイクル店を訪れたが、XとYは会わせず、Aに貸し付けたという700万円の返還をAの母に求め、Aの母はこれを分割して支払った。支払い終えた時Aの母はAと会わせるよう求めたところ、XがAと通話状態になった電話を渡し、Aは母親に「大丈夫」とだけ告げた。
5月下旬〜6月上旬、Bが死亡。この知らせを受けて駆けつけたXに、YはAの暴行により死亡したことを告げ、Aも暴行を認めた。Bの死を受けてXとYは、Aの体罰をやめ、Aを実家に帰すことなどを話し合うが、Aの不始末に妥協できないYにより体罰は続けられることになった。YはBが死亡したのはAの責任であることをAに言い聞かせ、A自身も捕まりたくないと言っていたため、YはAがBの死を他言することはないと考えていた。
6月下旬、XがAにいつものように体罰を加え、Bが浴室で反省を促したところ、Aはそのまま死亡した。AはX夫妻の自宅に住み込みを始めてから一度も自宅に戻ることはなかった。
7月、行方が分からなくなっていたAの捜索願をAの親族が筑後警察署に提出。その後も3回にわたって相談していた。
2006年（平成18年）3月、Yの妹とその夫C（事件当時33歳）がリサイクルショップで働き始める。しばらくして、XとYは他の従業員にCが自分の能力や経歴から横柄な態度をとっていると話し、そのためかCは他の従業員とは異なり事務所内の一室に隔離された生活を強いられ、靴べらやゴルフクラブによる体罰を受けた。
8月、Cの妻（Yの妹でもある）がCが事務所の一室に隔離された生活を強いられる中、息子D（事件当時4歳）を残してYの元を去る。XとYはDを自宅アパートに引き取って生活を共にするようになった。Cの妻は1週間ほどでYの元に戻ったが、DはXとYのアパートで引き取られたままだった。
9月上旬から10月下旬ごろまでの間、CはXとYによる暴行の結果死亡した。また、9月下旬から10月上旬までの間、Dを養育する中でXとYは 2人の意に沿わない態度をとるようになったDに体罰を加え始め、その結果Dは死亡した。
2014年（平成26年）4月11日、知人名義の消費者金融カードで不正に現金を引き出したとして、X・Y2人を窃盗容疑で逮捕。
6月16日、Xの「元従業員の遺体を実家の庭に埋め、白骨化した骨を砕いて川に捨てた」の供述に基づき捜索した結果、Xの実家の庭から発見された骨の一部のDNAが Aと一致。A殺人容疑でXとYは再逮捕された。
8月6日、C殺害容疑でX・Y再逮捕。
9月7日、D殺害容疑でX・Y再逮捕。Dの骨は確認されなかった。
11月14日、B傷害致死容疑でX・Yを書類送検（時効送致）、Yについては1994年ごろの福岡市の知人男性（当時20歳）に対する傷害致死でも書類送検（時効送致）。
検察はA事件を殺人事件、C、D親子の事件を傷害致死事件として起訴。

## 裁判
2016年（平成28年）6月24日、Yは福岡地方裁判所における裁判員裁判で求刑無期懲役に対して、懲役30年の判決を受ける。検察はXの証言などから「Y被告が夫らに指示し、継続的な暴行で従業員らを死なせた」と指摘し無期懲役を求刑していた 。 YはAの衰弱については日々体罰を受けていたこととAとBで喧嘩をしたことを理由に挙げ、Aの死亡についてはXとYの娘の頭をAが叩くことを咎めたXが体罰を加えた結果として、Yは暴行への関与を否定した。争点になったAに対する殺意については福岡地裁は「強度の暴力は証拠上見当たらず、死亡させたいという意欲は認めがたい」ことから殺人罪は認められないとして、A、C、Dの3件とも傷害致死罪にあたると判断した。検察側はYに未必的な故意があったとして、弁護側は量刑が重すぎるとして控訴。
8月8日、Xは福岡地方裁判所における裁判員裁判で求刑無期懲役に対して、懲役28年の判決を受ける。裁判ではXとYの共謀関係が認定され、「犯行の枠組みを主導したのはY被告。X被告は事件の解明にも協力し、反省もしている」とする一方で、Yからの支配により犯行に及んだとする弁護側の主張は「自らの判断で暴行した」と退けた。A殺害事件ではYと同様に「殺意を持って暴行したとする証明はない」として殺人罪ではなく傷害致死罪が成立するとした。XはCに対する傷害致死罪は認めていたが起訴内容の大半を否定していた 。
2017年（平成29年）1月27日、福岡高等裁判所でYの控訴審判決。検察・弁護側双方の控訴を棄却。検察が主張したAに対する未必の殺意については「体罰を続けることによるAの死亡の可能性については認識できたにしても、認識した可能性の程度が、未必の殺意を肯定できる程度まで高いものであったと言える証拠はなく、（中略）被告人が、Aの死亡の結果を受け入れてまで、Aに体罰を加え続けようとしていたとは言えないから、被告人に未必的なものであるにしても、Aに対する殺意を肯定することはできない」とした。検察、弁護側とも上告せず、Yの懲役30年の刑が確定した。
2017年（平成29年）3月27日、福岡高等裁判所でXの控訴審判決。3人とも傷害致死に当たるとして懲役28年を言い渡した福岡地方裁判所での一審判決を支持し、検察・弁護側双方の控訴を棄却。高裁はA事件についてAは逃げ出すことも可能だったとしてXの Aへの殺意は肯定できないとした。Xは上告せず4月11日に懲役28年が確定した。